# Канал Донзер — Мондрагон
Канал Донзер — Мондрагон (фр. Canal de Donzère-Mondragon) - великий енергетичний, транспортний і дериваційний канал на річці Рона завдовжки 24 км. Розташований в департаментах Воклюз і Дром регіону Прованс — Альпи — Лазурний Берег між комунами Донзер і Мондрагон.

## Географія

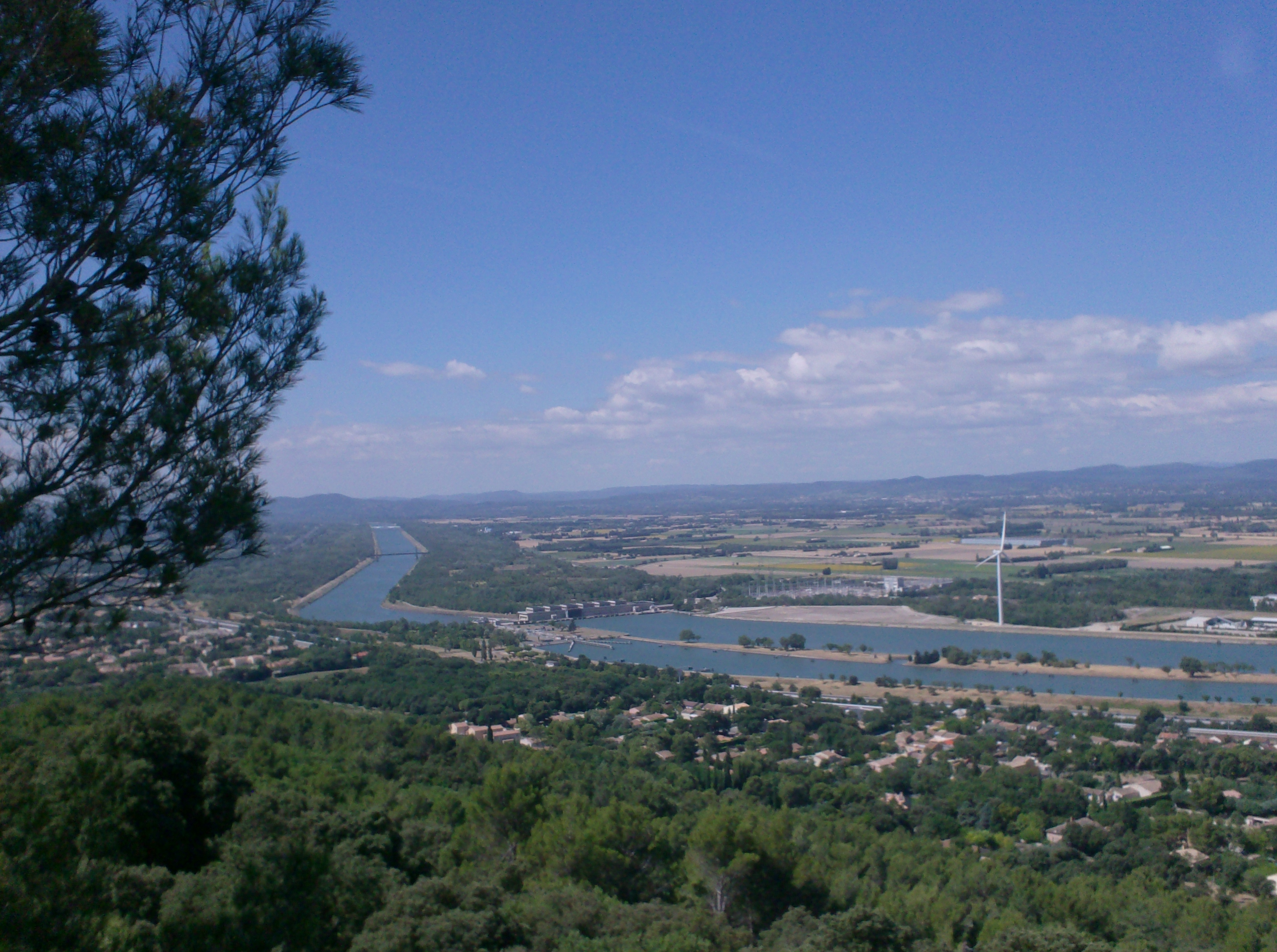
Вид на канал і греблю з боку Боллену

Канал починається на Роні трохи нижче Донзеру і з'єднується з Роною за 24 км нижче Мондрагону. Перепад висот становить близько 22 метрів. Навпроти Боллена побудовано гребля ГЕС. Канал призначений для проходження великих барж класу V (Grand Rhénan) за Класифікацією європейських внутрішніх водних шляхів.

## Історія

Будівництво каналу, 1948-1955 рр.

Роботи з будівництва каналу розпочалися в 1947 році за проектом французького фізика і інженера Андре Блонделя (1863-1938).. Відкриття каналу і греблі відбулося в 1952 році. Гребля обладнана однокамерним шлюзом з перепадом висот 23 метри, на момент введення в експлуатацію гідровузла і суднопропускної споруди даний шлюз мав найбільший перепадом висот у світі.

## Функції каналу

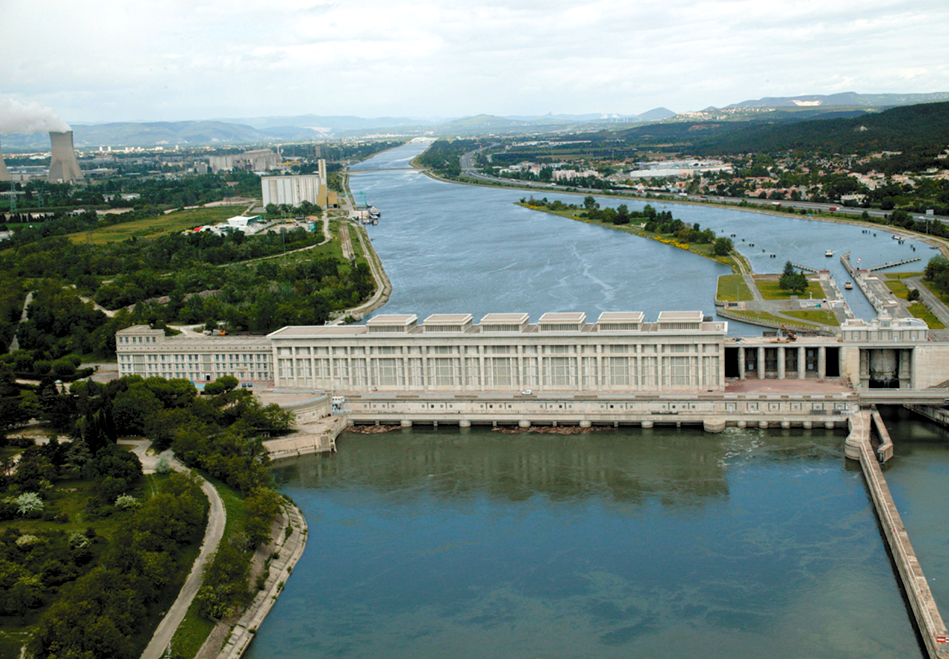
ГЕС Донзен—Мондрагон у Боллені

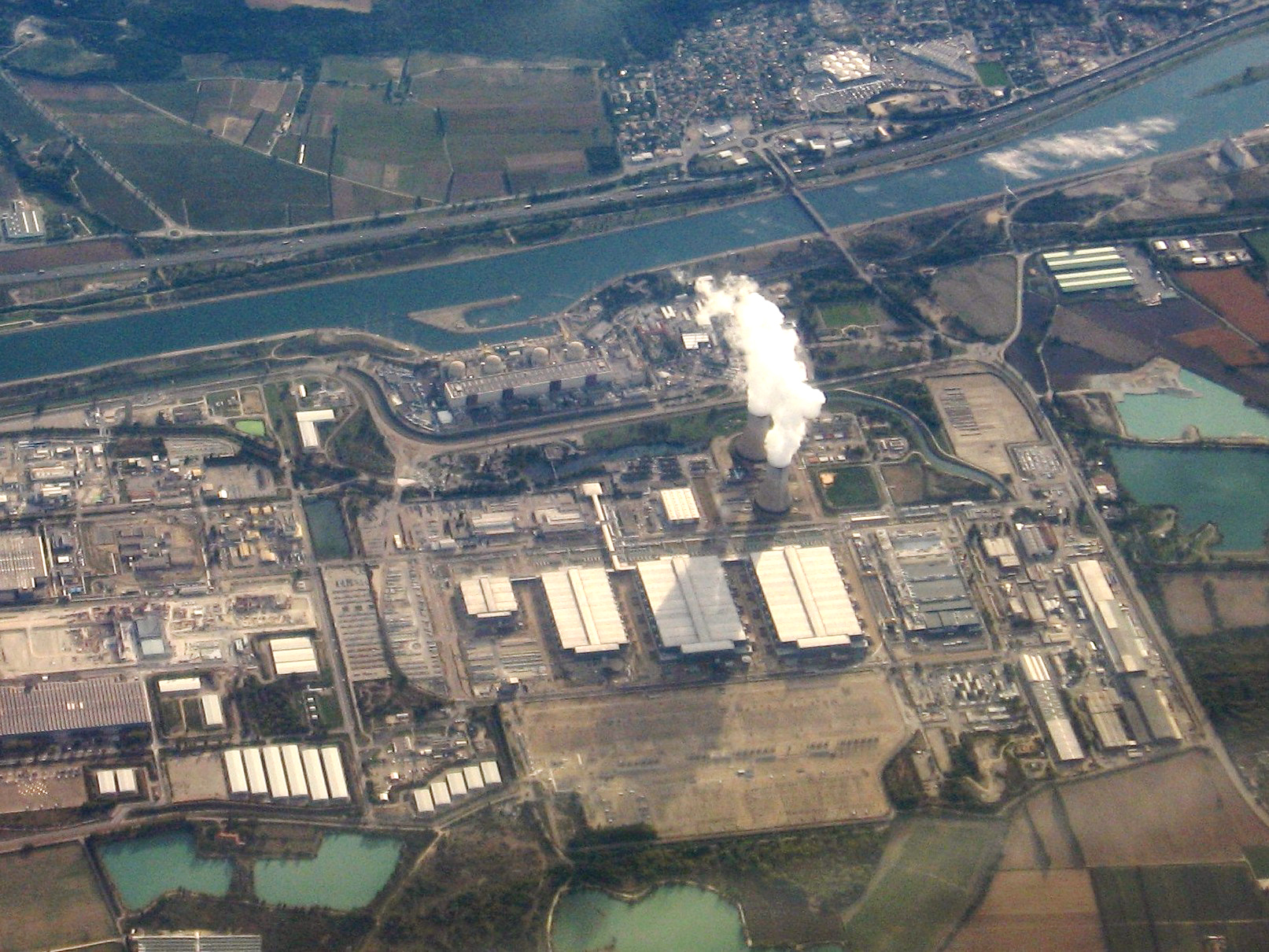
АЕС Трикастен.

- Транспортна. Канал поліпшив транспортний рух на Роні. Розмір каналу 11,40 м x 190 м і відповідає класу V (Grand Rhénan) за Класифікацією європейських внутрішніх водних шляхів.
- Дериваційна. Контролює водоскид Рони.
- Енергетична.
  - Забезпечує систему охолодження АЕС Трикастен.
  - Живить ГЕС Донзер-Мондрагон у Боллені. Гребля Донзер-Мондрагон є найвищою греблею Франції (23 м).